# Fidel Díaz (futbolista)
Fidel Díaz (Guatire, Venezuela, 16 de diciembre de 1997) es un futbolista venezolano, que juega como volante y su actual equipo es el Aragua Fútbol Club de la primera División de Venezuela. 
El jugador tuvo un buen desempeño, demostrando su visión de juego, rapidez y agilidad inigualables.

## Trayectoria
Sus inicios fueron en el Petare Fútbol Club.

## Clubes
| Club               | País      | Año               |
| ------------------ | --------- | ----------------- |
| Petare Fútbol Club | Venezuela | 2015              |
| Monagas SC         | Venezuela | 2016-2018         |
| ACD Lara           | Venezuela | 2018              |
| Aragua Fútbol Club | Venezuela | 2022 - actualidad |

## Monagas Sport Club
Fue fichado por el Monagas SC, para el 2016.

### Torneo Apertura 2016
Para el Torneo Apertura de 2016 continúa jugando con el Monagas SC hasta la actualidad. El 14 de febrero anota el primer gol en primera división ante Estudiantes de Mérida, tras una goleada que terminó 4 a 0 a favor del Monagas SC.

## Estadísticas
- Última actualización el 6 de marzo de 2016.

| Equipo     | Temporada | Liga             | Liga             | Copas nacionales | Copas nacionales | Copas internacionales | Copas internacionales | Total | Total |
| Equipo     | Temporada | PJ               | Goles            | PJ               | Goles            | PJ                    | Goles                 | PJ    | Goles |
| Venezuela  | Venezuela | Primera División | Primera División | Copa Venezuela   | Copa Venezuela   | CONMEBOL              | CONMEBOL              | PJ    | Goles |
| ---------- | --------- | ---------------- | ---------------- | ---------------- | ---------------- | --------------------- | --------------------- | ----- | ----- |
| Petare FC  | 2015      | 9                | 0                | 0                | 0                | 0                     | 0                     | 9     | 0     |
| Petare FC  | Total     | 9                | 0                | 0                | 0                | 0                     | 0                     | 9     | 0     |
| Venezuela  | Venezuela | Primera División | Primera División | Copa Venezuela   | Copa Venezuela   | CONMEBOL              | CONMEBOL              | Total | Total |
| Monagas SC | 2016      | 4                | 1                | 0                | 0                | 0                     | 0                     | 4     | 1     |
| Monagas SC | Total     | 4                | 1                | 0                | 0                | 0                     | 0                     | 4     | 1     |
| Total      | Total     | 13               | 1                | 0                | 0                | 0                     | 0                     | 13    | 1     |